# Карлинське (Майнський район)
Карлинське (рос. Карлинское) — село в Майнському районі Ульяновської області Російської Федерації.
Населення становить 322 особи. Входить до складу муніципального утворення Гімовське сільське поселення.

## Історія
Від 2004 року входить до складу муніципального утворення Гімовське сільське поселення.

## Населення
| 2010 |
| ---- |
| 322  |